# Cordyloconus vitiosus
Cordyloconus vitiosus är en mångfotingart som beskrevs av Carl Graf Attems 1931. Cordyloconus vitiosus ingår i släktet Cordyloconus och familjen Chelodesmidae. Inga underarter finns listade i Catalogue of Life.